# Hayley Kiyoko
Pour les articles homonymes, voir Kiyoko.
Hayley Kiyoko, née Hayley Alcroft le 3 avril 1991, est une actrice, musicienne, chanteuse et danseuse américaine. Après trois EPs entre 2013 et 2016, elle sort, le 30 mars 2018, son premier album studio intitulé Expectations.

## Biographie
Hayley est la fille cadette de l'acteur américain Jamie Alcroft (en) et de la patineuse artistique canadienne d'origine japonaise Sarah Kawahara (en). Elle découvre son lesbianisme lorsqu'elle a six ans mais ne fait son coming out qu'à l'adolescence.

### Télévision
Elle fait ses débuts auprès du grand public avec le rôle de Véra Dinkley dans les téléfilms Scooby-Doo réalisés par Brian Levant dans les années 2000.
En 2010, elle obtient un rôle récurrent dans Les Sorciers de Waverly Place aux côtés de Selena Gomez puis un des rôles titre de Lemonade Mouth, l'année suivante,. Elle participe également à la bande originale du film.
Pendant deux ans, elle interprète Raven Ramirez, une experte en cybercriminalité, dans la série Les Experts : Cyber,.

### Musique
Hayley Kiyoko fait ses débuts dans la musique au sein du groupe The Stunners avec Tinashe et Vitamin C avec qui elle fait la première partie de Justin Bieber pendant sa tournée My World Tour. Le groupe finit par se séparer en 2011. Elle sort son premier EP, A Belle to Remember, en 2013 puis This Side of Paradise en 2015 et finalement Citrine en 2016.
Le 24 juin 2015, le clip de sa chanson Girls Like Girls sort sur YouTube et cumule en août 2023 plus de 152 millions de vues. Ce clip est sa façon de faire son coming out auprès de son public. Elle sort son premier album le 30 mars 2018, album intitulé Expectations. Elle reçoit aussi le Rising Star Award lors de la 13e cérémonie des Billboard Women in Music (en) en décembre 2018.
La même année, elle remporte le PUSH Artist of the Year aux MTV Video Music Awards et est nommée pour le titre de Best New Artist qu'elle perd au profit de Cardi B.
À travers sa musique, elle veut normaliser les relations entre personnes du même sexe auprès des jeunes et offrir une place à la communauté LGBTQ+ dans la musique pop actuelle. Elle avoue qu'à ses débuts, son management lui a demandé de « cacher » sa sexualité à son public, ce qui la pousse à critiquer les doubles standards de la musique pop actuelle,.
Elle est listée par les OUT100 du magazine Out, soit les 100 personnes LGBTQ+ les plus influentes de l'année.

## Filmographie

### Cinéma
- 2014 : Hello, My Name is Frank de Dale Peterson : Alisa
- 2015 : Insidious : Chapitre 3 (Insidious: Chapter 3) de Leigh Whannell : Maggie
- 2015 : Jem et les Hologrammes (Jem and the Holograms) de Jon Chu : Aja Leith
- 2016 : XOXO : Carpe Diem de Christopher Louis (Netflix Original Movie) : Shannie
- 2017 : Becks : Lucy
- 2023 : Girls Like You

### Télévision
- 2007 : Allie Singer : Une lycéenne (saison 3, épisode 4)
- 2009 : Scooby-Doo : Le mystère commence de Brian Levant (téléfilm) : Véra Dinkley
- 2010 : Scooby-Doo et le Monstre du lac de Brian Levant (téléfilm) : Véra Dinkley
- 2010 : Les Sorciers de Waverly Place : Stevie Nichols, rôle récurrent (saison 3, épisode 11, 13-15)
- 2011 : Zeke et Luther : Suzi Vandelintzer (saison 3, épisode 11)
- 2011 : Sketches à gogo ! : Elle-même (saison 1, épisode 16)
- 2011 : Lemonade Mouth : Stella Yamada
- 2012 : Les Naufragés du lagon bleu (Blue Lagoon: The Awakening) : Helen
- 2013 : Vampire Diaries : Megan King (saison 5, épisode 1)
- 2014 : The Fosters : Gabi, une des résidentes du foyer "Girls United"
- 2015-2016 : Les Experts : Cyber : Raven Ramirez
- 2017 : Insecure : Miko
- 2018-2019 : Five Points (Série TV) : Lexi Himitsu / Lexi

## Discographie

### Hede
Pour les articles homonymes, voir Hede (homonymie).
| Titre | Détails                                                         |
| ----- | --------------------------------------------------------------- |
| Hede  | - Sorti : 2008 - Formats : Digital download - Label : Dollylama |

### The Stunners
| Titre              | Détails                                                                        |
| ------------------ | ------------------------------------------------------------------------------ |
| The Stunners Album | - Sorti : 29 septembre 2009 - Formats : Digital download - Label : Indépendant |

### Bandes originales
| Titre          | Détails                                                                         | Positions graphiques de pointe | Positions graphiques de pointe | Positions graphiques de pointe | Positions graphiques de pointe | Positions graphiques de pointe | Positions graphiques de pointe | Positions graphiques de pointe | Positions graphiques de pointe | Positions graphiques de pointe |
| Titre          | Détails                                                                         | US                             | US OST                         | US Kids                        | AUS                            | AUT                            | BEL                            | NLD                            | POL                            | SPA                            |
| -------------- | ------------------------------------------------------------------------------- | ------------------------------ | ------------------------------ | ------------------------------ | ------------------------------ | ------------------------------ | ------------------------------ | ------------------------------ | ------------------------------ | ------------------------------ |
| Lemonade Mouth | - Sortie : 12 avril 2011 - Formats : CD, digital download - Label : Walt Disney | 4                              | 1                              | 1                              | 71                             | 38                             | 25                             | 79                             | 26                             | 38                             |

### Album studio
| Titre        | Détails                                                                                       |
| ------------ | --------------------------------------------------------------------------------------------- |
| Expectations | - Sortie : 30 mars 2018 - Formats : CD, digital download, vinyle - Label : Atlantic Records   |
| Panorama     | - Sortie : 29 juillet 2022 - Formats : CD, digital download, vinyle - Label : Empire/Atlantic |

### EPs
| Title                           | Details                                                                                     |
| ------------------------------- | ------------------------------------------------------------------------------------------- |
| A Belle to Remember             | - Released: 12 mars 2013 - Label: Independent - Formats: EP, digital download               |
| This Side of Paradise (en)      | - Sortie : 3 février 2015 - Formats : EP, digital download - Label : Rich Youth, Steel Wool |
| Citrine                         | - Sortie : 30 septembre 2016 - Formats : EP, digital download - Label : Atlantic Records    |
| I'm too sensitive for this shit | - Sortie : 11 octobre 2019 - Formats : EP, digital download - Label : Empire/Atlatic        |

## Distinctions
- MTV Video Music Awards 2018 : PUSH Artist of the Year[8]
- Billboard Women in Music (en) 2018 : Rising Star award[10]